# Lestomyia unicolor
Lestomyia unicolor là một loài ruồi trong họ Asilidae. Lestomyia unicolor được Curran miêu tả năm 1942. Loài này phân bố ở vùng Tân Bắc giới.